# گوگل پلی
گوگل پلی (به انگلیسی: Google Play) که با عنوان گوگل پلی استور یا پلی استور نیز شناخته می‌شود، یک سرویس پخش دیجیتال محتوای چندرسانه‌ای از شرکت گوگل است که شامل یک فروشگاه آنلاین برای موسیقی، فیلم، کتاب و اپلیکیشن‌ها و بازی‌های اندروید و یک مدیا پلیر ابری می‌باشد. این خدمات از طریق وب، اپلیکیشن موبایل Play Store در آندوید و گوگل تی‌وی در دسترس می‌باشد. خریداری محتوا برای تمام پلتفرم‌ها/دستگاه‌ها قابل دسترس است. گوگل پلی در ماه مارس ۲۰۱۲ معرفی شد، زمانی که گوگل، خدمات دو برند سابق اندروید مارکت و گوگل موزیک را ادغام کرد و برند جدید گوگل پلی را معرفی کرد.

## محصولات

### نرم‌افزارهای کاربردی و بازی‌ها
نرم‌افزارهای کاربردی رایگان در همه کشورها قابل دسترس است، اما نرم‌افزارهای کاربردی پولی در ۱۲۹ کشور قابل دسترسی می‌باشد. نرم‌افزارهای کاربردی قابلیت نصب از طریق دستگاه یا وبسایت گوگل پلی را دارند. طبق آخرین آمار گوگل بیش از ۱٬۲۰۰٬۰۰۰ نرم‌افزار کاربردی قابل استفاده می‌باشد؛ و این رقم برابر آخرین اعلام شرکت اپل از تعداد نرم‌افزارهای کاربردی App store است.

### فیلم‌ها

خاکستری = دسترسی آزاد نیست، قهوه ای = دسترسی ناقص دارند، قرمز = کشورهایی که دسترسی کامل دارند

طبق آمار گوگل، هزاران فیلم در گوگل پلی قابل دسترس است، برخی با کیفیت HD بوده و شامل بخش‌های طنز، درام، پویانمایی، اکشن و مستند می‌باشد. فیلم‌ها را می‌توان در سایت گوگل پلی یا توسط یک نرم‌افزار کاربردی در دستگاه اندرویدی کرایه و تماشا کرد.

### موزیک

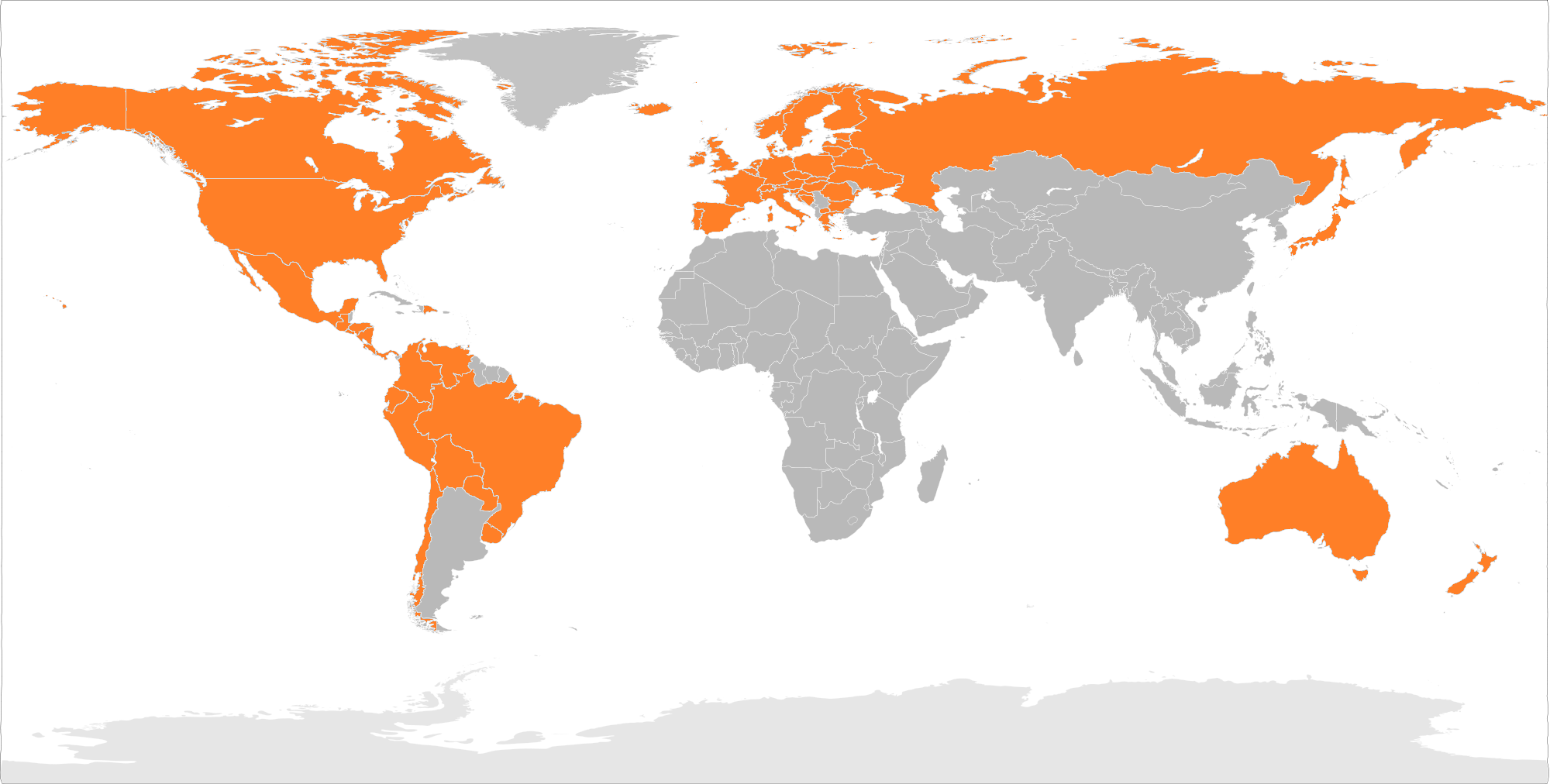
دسترسی جهانی به گوگل پلی موزیک: خاکستری = در دسترس نیست، نارنجی = دسترسی کامل

بر اساس اعلام گوگل، هزاران ترانهٔ رایگان و میلیون‌ها ترانهٔ فروشی در گوگل پلی وجود دارد. کاربران می‌توانند تا ۲۰۰۰۰ ترانهٔ خود را به صورت رایگان در این سرویس آپلود کنند.

### کتاب

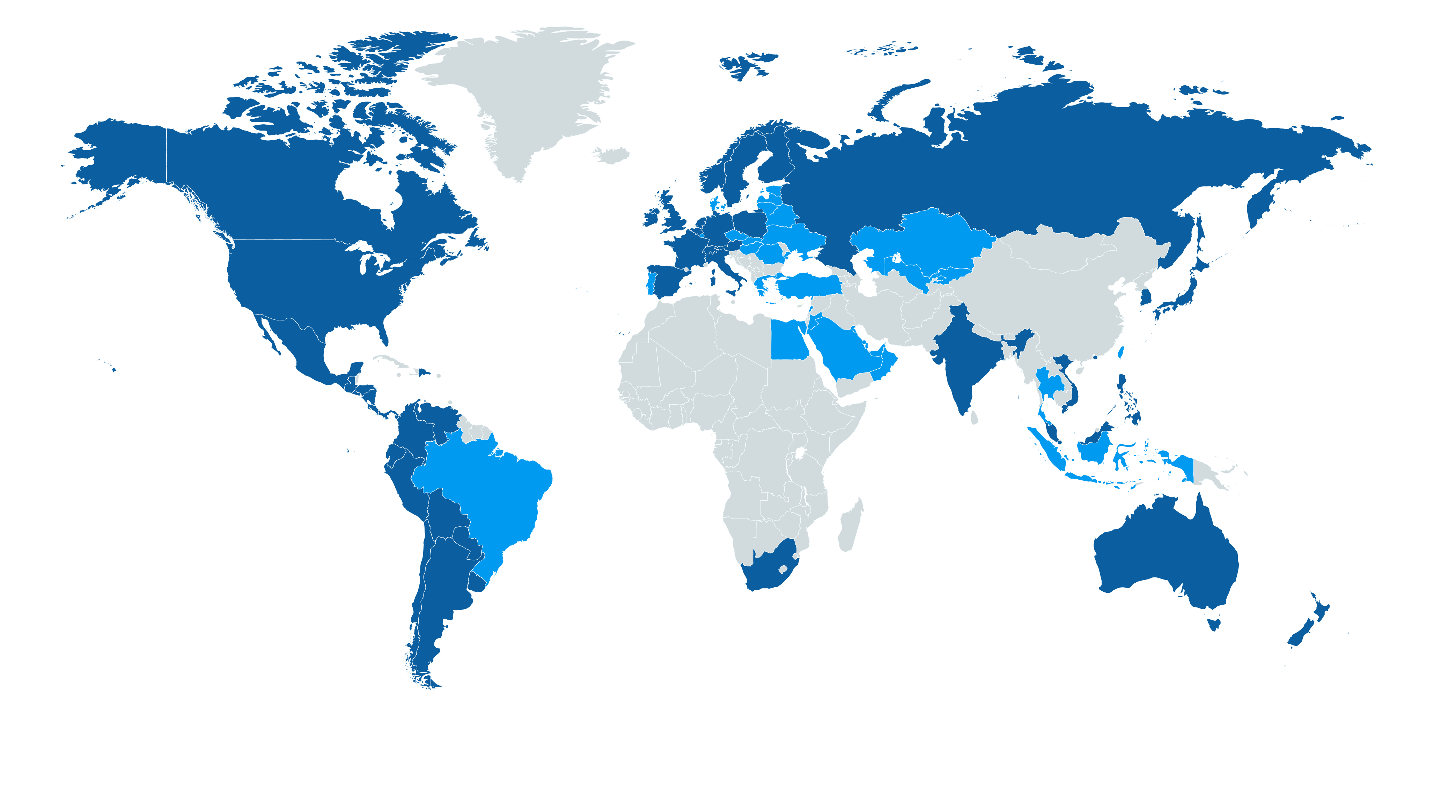
دسترسی جهانی به گوگل پلی کتاب: آبی پررنگ = دسترسی ناقص، آبی کمرنگ = در دسترس نیست، خاکستری = دسترسی کامل

مطابق گزارش گوگل، بیش از ۳ میلیون کتاب الکترونیکی در گوگل پلی موجود است، تقریباً ۳ میلیون کتاب به صورت رایگان و صدها هزار کتاب برای فروش وجود دارد. این کتاب‌ها را می‌شود به صورت آنلاین در سایت گوگل پلی، یا به صورت آفلاین توسط نرم‌افزار کاربردی اندروید خواند.

### دکه مطبوعاتی

دسترسی جهانی به گوگل پلی دکه مطبوعاتی: خاکستری = در دسترس نیست، قرمز = دسترسی کامل

دکه مطبوعاتی یا روزنامه خوان گوگل یک جمع‌آوری کننده خبر است که فیدهای خبری مهم را به صورت دیجیتالی در اختیار مشترکین انجام می‌دهد. گوگل در نوامبر ۲۰۱۳ دکه مطبوعاتی را منتشر کرد و ویژگی‌های مجلات گوگل پلی و جزئیات گوگل را در یک محصول واحد ترکیب کرده‌است.از ژانویه سال ۲۰۱۷، سرویس اصلی Newsstand، با خبرهای موضوعی، در سراسر جهان در دسترس قرار گرفت. محتوای روزنامه منتشر شده در بیش از ۳۵ کشور جهان موجود است.

### دستگاه‌ها
در حال حاضر، گوگل فقط در آمریکا دستگاه می‌فروشد اما این شرکت در آینده قصد فروش در سایر کشورها را دارد.

## رابط کاربری
جدا از جستجوی محتواها از طریق نام آنها، اپلیکیشن‌های موبایل را می‌توان از طریق کلمات کلیدی ارائه شده توسط توسعه دهنده نیز جستجو کرد.کاربران هنگام جستجو برای برنامه‌ها می‌توانند بر روی فیلترهای جستجوگر پیشنهادی فشار داده و به آنها بفهمانند تا برنامه‌هایی را پیدا کنند که با فیلترهای تعیین شده مطابقت داشته باشد. برای پیداکردن برنامه‌ها، Play Store شامل لیست‌هایی است که برنامه‌های برتر در هر دسته قرار دارند، از جمله "Top Free"، لیستی از محبوب‌ترین برنامه‌های رایگان در همه زمان است. "Top Grossing"، لیستی از برنامه‌هایی است که بیشترین میزان درآمد را ایجاد می‌کنند. "برنامه‌های Trending"، لیستی از برنامه‌هایی که اخیراً نصب بالایی داشته‌اند است؛ "Top New Free"، لیستی از محبوب‌ترین برنامه‌های رایگان رایگان جدید است. "Top New Paid"، لیستی از محبوب‌ترین برنامه‌های جدید پرداخت شدنی ست؛ "Featured"، لیستی از برنامه‌های جدید انتخاب شده توسط تیم Google Play است؛ "Staff Picks"، لیستی از برنامه‌هایی است که توسط تیم Google Play مرتب به روز می‌شوند.
گوگل پلی با نمایش تعداد دفعات بارگیری برنامه، کاربران را قادر می‌سازد تا از محبوبیت برنامه‌ها مطلع شوند. تعداد بارگیری یک نشان رنگی است که دارای رنگ‌های مختلف با توجه به تعداد بارگیری‌ها است. خاکستری برای ۱۰۰، ۵۰۰، ۱۰۰۰ و ۵٬۰۰۰ بارگیری، آبی برای ۱۰٬۰۰۰ و ۵۰٬۰۰۰ بارگیری، رنگ سبز برای ۱۰۰٬۰۰۰ و ۵۰۰٬۰۰۰ بارگیری و قرمز / نارنجی برای ۱ میلیون، ۵ میلیون، ۱۰ میلیون و ۱ میلیارد بار بارگیری می‌باشد.
کاربران می‌توانند نظرات و رتبه‌بندی‌ها را برای برنامه‌ها و محتوای دیجیتالی توزیع شده از طریق گوگل پلی که به صورت عمومی نمایش داده می‌شوند ارسال کنند. رتبه‌بندی‌ها بر اساس مقیاس ۵ امتیازی انجام می‌شود. توسعه دهندگان برنامه می‌توانند با استفاده از کنسول برنامه‌نویس Google Play به نظرات پاسخ دهند.

### طرح
گوگل در چندین نوبت رابط کاربری Google Play را مجدداً طراحی کرده‌است. در فوریه ۲۰۱۱، گوگل رابط وب سایت را برای آن زمان به نام Android Market معرفی کرد که دسترسی از طریق رایانه را فراهم می‌کند. برنامه‌های خریداری شده از راه دور بر روی یک دستگاه اندروید بارگیری و نصب می‌شوند، با یک بخش «حساب کاربری من» به کاربران امکان می‌دهد تا به دستگاه‌های خود نامی معرفی کنند.
[۶۸] در ماه مه ۲۰۱۱، گوگل لیست برنامه‌های جدید را به Android Market اضافه کرد، از جمله این لیستها می‌توان به "Top Paid" , "Top Free" , "Editor's Choice" , "Top Grossing" , "Top Developers" اشاره نمود.

## نرم‌افزار کاربردی پلی استور
توسط نرم‌افزار کاربردی اندرویدی پلی استور کاربران می‌توانند فیلم‌ها، نرم‌افزارهای کاربردی، کتب و موسیقی مورد نظر خود را دریافت کنند. گوگل اعلام کرد که کاربرانی که از نرم‌افزار کاربردی قدیمی اندروید مارکت استفاده می‌کنند به صورت خودکار این بروزرسانی را دریافت می‌کنند.

## گوگل پلی در ایران
تا تاریخ ۲۷ اوت ۲۰۱۳ دسترسی به نرم‌افزارهای کاربردی گوگل پلی در ایران مقدور نبود و کاربرها برای دانلود از این سایت مجبور به دور زدن تحریم‌ها به کمک مارکت‌های دیگر بودند. پس از اعلام شرکت اپل مبنی بر برداشتن تحریم‌ها از ایران، شرکت گوگل در تاریخ ۲۷ اوت ۲۰۱۳ طبق بیانیه‌ای اعلام کرد: «به توسعه‌دهنده‌ها امکان داده شده که نرم‌افزارهای کاربردی رایگان خود را در دسترس ایرانی‌ها قرار بدهند. آنها برای این کار، باید در صفحه قیمت و توزیع اکانت خود، گزینه ایران را تیک بزنند.» و در اوت ۲۰۱۴ تحریم گوگل پلی در ایران برداشته شد. البته هنوز هم بعضی از بازی‌ها و اپلیکیشن‌ها در گوگل پلی در ایران به دست خود ایران فیلتر هستند. برنامه‌هایی مانند:یوتیوب، بازی کلش آف کلنز و بازی‌های دیگری که ایران آن‌ها را فیلتر کرده‌است…

### اعتراضات سراسری ۱۴۰۱ ایران
در روز ۲۵ آبان ماه ۱۴۰۱ و در روز دوم فراخوان اعتصابات به مناسبت سومین سالگرد اعتراضات آبان ۱۳۹۸، گوگل پلی اپلیکیشن‌های اسنپ، تپسی و پیام‌رسان‌های ایرانی سروش، آی‌گپ و بله را در راستای تحریم‌ها علیه ایران به دلیل سرکوب خیزش ۱۴۰۱ ایران حذف و اکانت‌های مرتبط با این شرکت‌ها را نیز پاک کرد.

### فیلتر شدن خود گوگل پلی
بسیاری از خبرگزاری ها فیلتر گوگل پلی را «ساعاتی پس از فیلتر روبیکا و همسو با آن» عنوان کردند.
به نقل از خبرگزاری برنا: «پس از محدودسازی اپلیکیشن ایرانی روبیکا در گوگل پلی و اخطار امنیتی که از سوی محافظت آن برای اپلیکیشن روبیکا صادر شد، روبیکا نسبت به ارائه نسخه جدید و اصلاح شده این اپلیکیشن اقدام کرد و قابلیت‌های جدیدی همچون «افزودن قابلیت حذف اکانت» را اضافه کرد؛ اما این اپلیکیشن همچنان در معرض گزارش هایی چون گزارش جعل اکانت و ایجاد حساب های شناخته شده بود که خود آن را تنها مشابهت حساب یا تخلف در بخش روبینو (شبیه ساز اینستاگرام) می دانست.»
این اپلیکیشن دو روز پس از فیلتر‌شدن شبکه‌ی اجتماعی اینستاگرام و پیام‌رسان واتساپ زیر تیغ فیلترینگ رفت. در‌کنار گوگل پلی، تعداد دیگری از پلتفرم‌ها، مانند لینکدین و اپ‌ استور و سایت استارلینک نیز از دسترس کاربران با IP ایران خارج شده اند.
در تاریخ ۴ دی ماه ۱۴۰۳ دولت مسعود پزشکیان در راستای وعده رفع فیلترینگ اقدام به رفع فیلتر دو سکوی گوگل پلی و واتساپ نمود.

### رفع فیلتر
در تاریخ 4 دی 1403، خبرگزاری دولت ایران اعلام کرد که با اجماع رأی مثبت اعضای شورای عالی فضای مجازی، سرویس‌های واتساپ و گوگل پلی رفع فیلتر شدند. این اقدام به عنوان گام اول طرح رفع محدودیت‌ها و فیلترینگ در دولت چهاردهم شناخته می‌شود. سرویس گوگل پلی پس از 772 روز فیلتر بودن، مجدداً دسترسی کاربران ایرانی به این سرویس فعال شد.